# Friedrichshafen
Friedrichshafen egyetemi város Németországban, a Boden-tó északi partvonalán, ez a település a Boden-tói járás fővárosa. Lakossága megközelítőleg 58 ezer fő.

## Fekvése
A város a Boden-tó északi partvonalán fekszik. Itt található a tó legnagyobb mélysége is ami 253m. A legközelebbi nagyvárosok Ravensburg, Sankt Gallen, Ulm, Konstanz.

## Közigazgatás

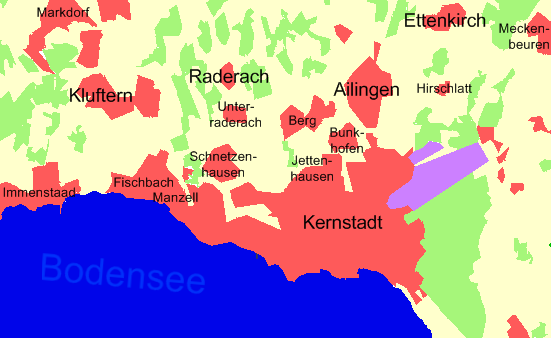
Városrészek

| Városrészek          | Részei |
| -------------------- | --- |
| Varosmag (Kernstadt) | Allmannsweiler, Eichenmühle, Fischbach, Grenzhof, Heiseloch,Hofen, Jettenhausen, Löwental, Manzell, Meistershofen, Neuhäuser, Riedern, Rupberg, St. Georgen, Schnetzenhausen, Seemoos, Seewiesenesch, Spaltenstein, Sparbruck, Waggershausen, Windhag |
| Ailingen             | Berg (1825 és 1937 között önálló község volt, hozza tartozik Holzhof, Ittenhausen, Jägerhaus, Kappelhof, Köstenbach, Langenloch, Unterraderach és Weiler an der Ach), Buchholz, Bunkhofen, Hagendorn, Höhler, Holzhof, Ittenhausen, Lochenried, Martinshof, Oberailingen, Oberlottenweiler, Reinach, Unterailingen, Unterlottenweiler, Waldacker, Weilermühle, Wiggenhausen, Wolfenhof |
| Ettenkirch           | Appenweiler, Batzenweiler, Bettenweiler, Eggenweiler, Ellenweiler, Furatweiler, Habratsweiler, Hinterhof, Hirschlatt (1937-ig önálló község), Huiweiler, Krehenberg, Lehhorn, Lempfriedsweiler, Lindenholz, Rosengarten, Waltenweiler, Wannenhäusern, Wirgetswiesen, Zillisbach |
| Kluftern             | Efrizweiler, Höge, Kreuzäcker, Lipbach, Mühlöschle, Ziegelacker |

## Története

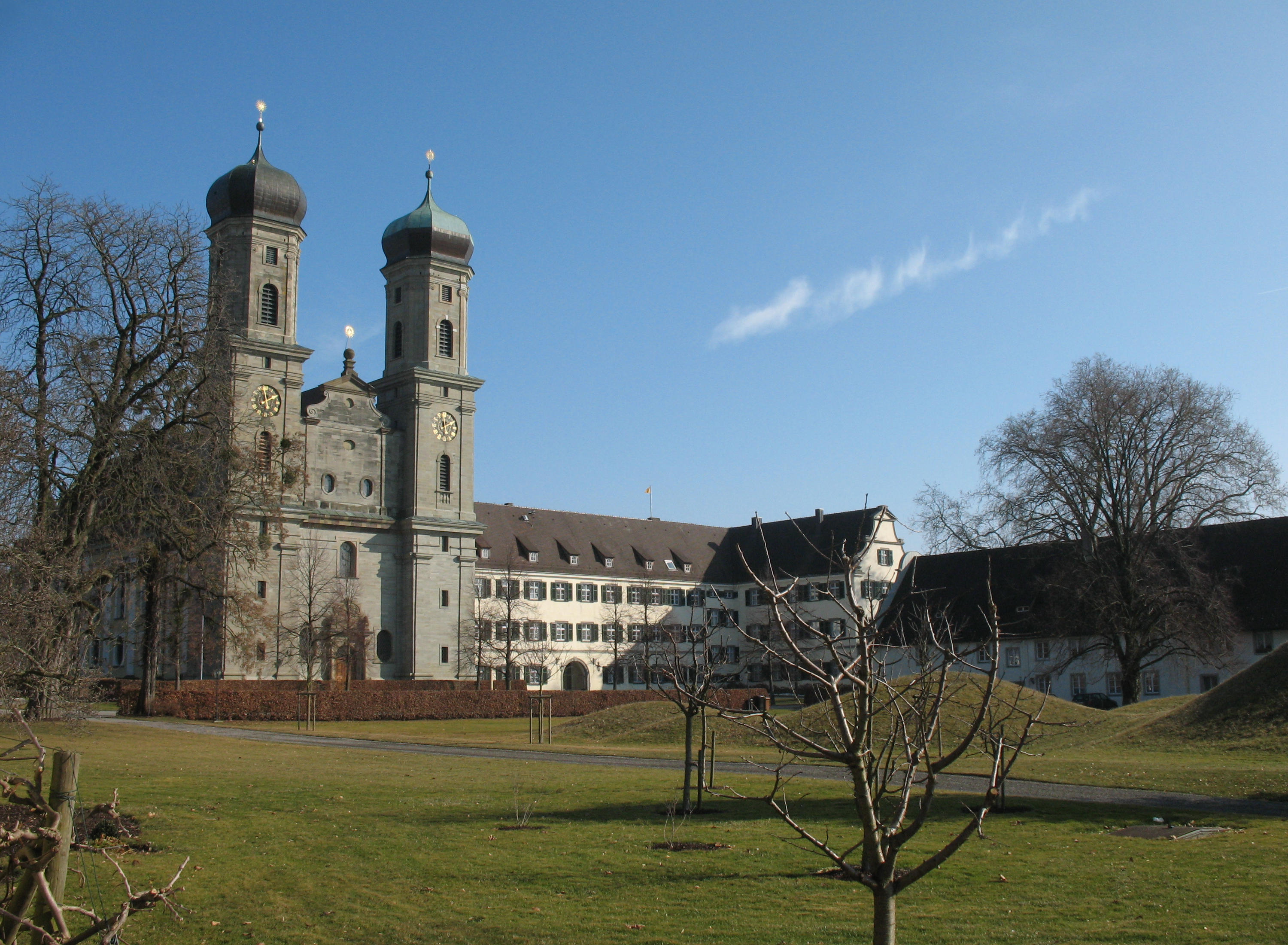
A királyi rezidencia

A várost 1811-ben alapították az új Württembergi Királyság részeként, három kolostor, Reichstadt, Buchhorn és Hofen egyesítésével, Buchhorn címerét át is vette. Fekvésének köszönhetően kereskedelmi csomóponttá, jelentős ipari vásárvárossá fejlődött. Sok gőzhajója közlekedett a Boden-tavon. Az új városba beépült Hofen falu kolostorát (zárda) 1654-1701 között Christian Thumb és Michael Beer építette; 1824-1830 között kastéllyá alakították át, amely 1919-től Württemberg királyainak rezidenciájaként szolgált. Miniszterek és az értelmiség villákat emeltettek a városban. A 19. században Ferdinand von Zeppelin léghajógyárat hozott a városba, majd számos rivális cég is letelepedett. Az 1937-es Hindenburg-katasztrófa után a termelés teljesen leállt, majd 1993-ban újra kezdték a repülő szerkezetek gyártását.

## Közlekedés
Friedrichshafenben található vasútállomás és rendszeresen járnak szerelvények a környező városokba és Svájcba is. Egy kompjárat is közlekedik Svájc és Németország között. Repülőtér is található a városban.

## Nevezetességek

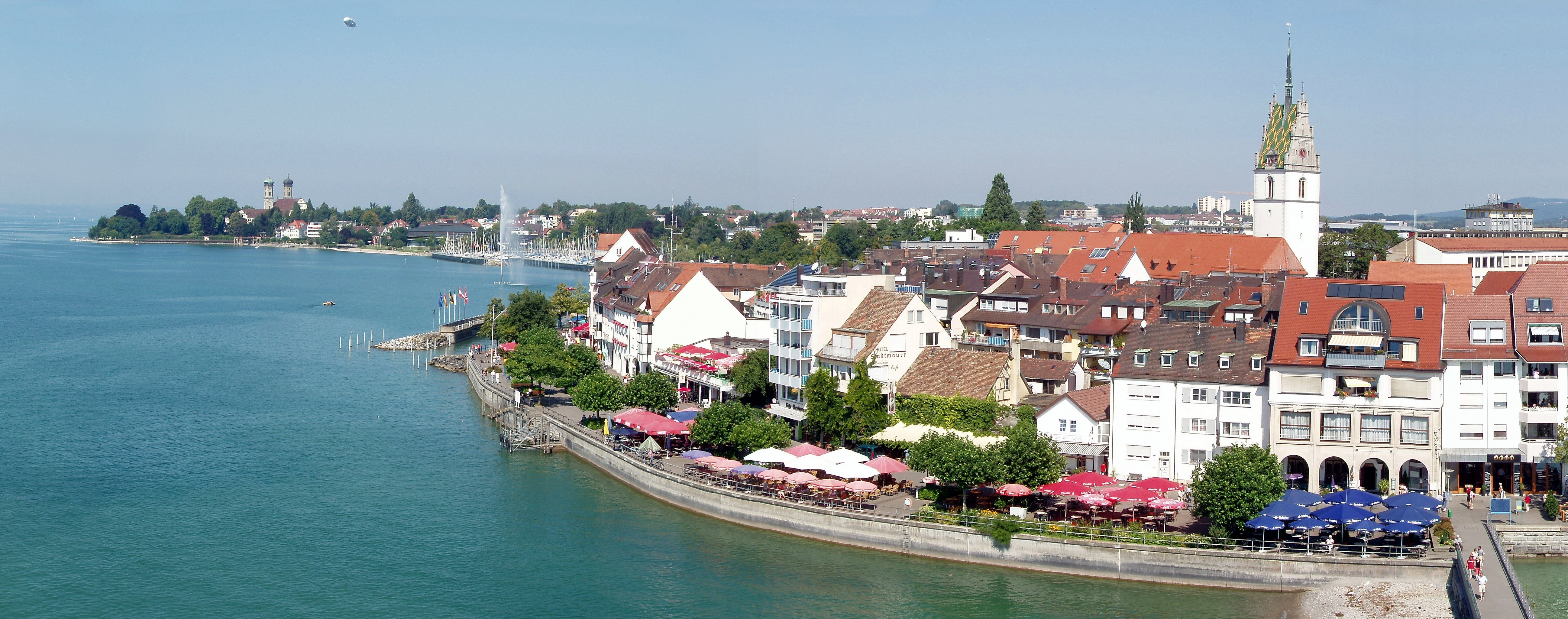
Friedrichshafen látképe a Bódeni tóval

- A zárda temploma (Schlosskirche) – Christian Thumb építette, stukkóit a Schmuzer wessobrunni művészcsalád tagjai készítették. A két magas, messziről is látható fehér torony az idők során a város jelképévé vált. A templom mellékoltárainak festményeit J. M. Feuchtmayer készítette.
- Városháza (Rathaus) – Az épületben található a Bodensee-múzeum olyan jelentős műkincsekkel, mint például Jakob Russ 1500 körüli oltárszárnya, és itt található a Zeppelin Múzeum is.

## Múzeumok

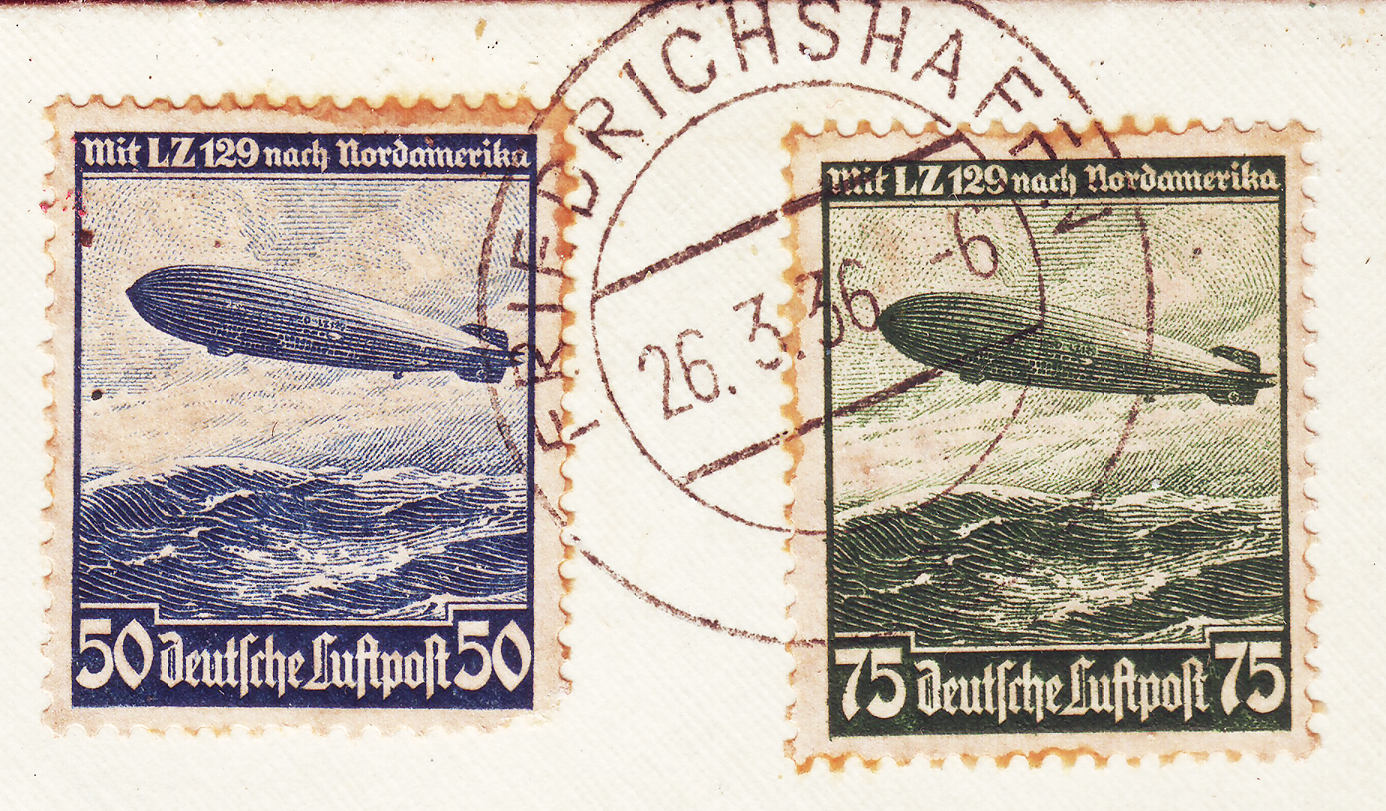
Helyi bélyeg léghajóval

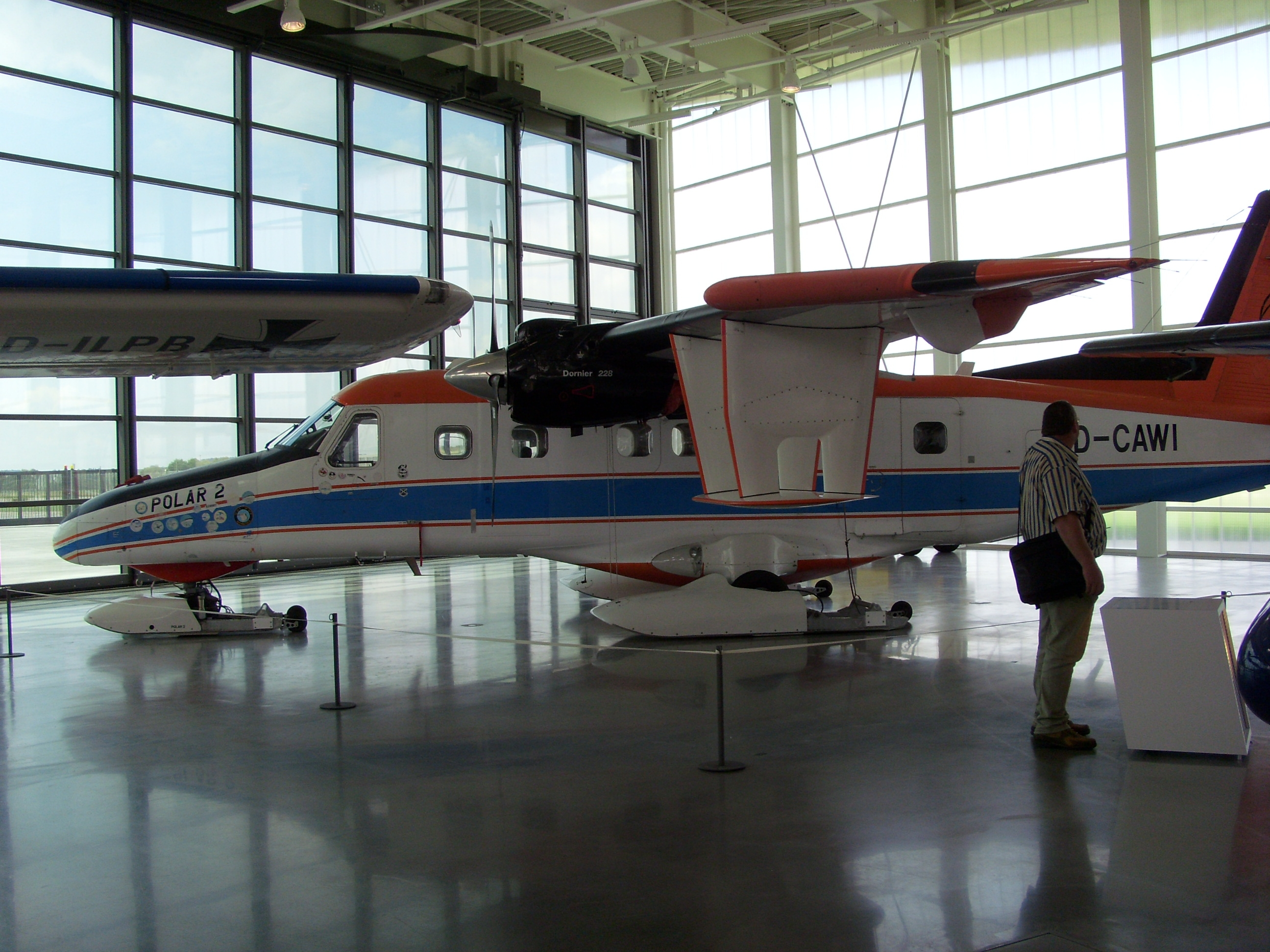
A német antarktiszi tudományos expedíció Polár 2 nevű Dornier Do-228-as repülőgépe Friedrichshafenben, a Dornier-Múzeumban

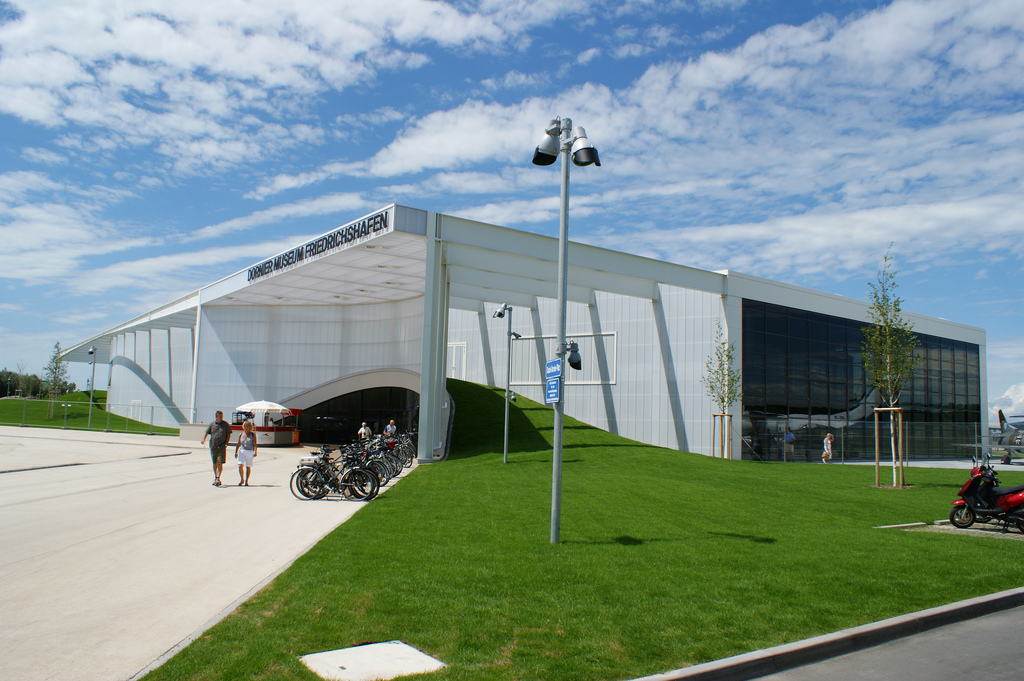
A Dornier múzeum épülete

- Zeppelin Múzeum – az egykori kikötő állomásban kapott otthont és a Ferdinand von Zeppelin alkotta Zeppelin léghajó történetét mutatja be.
- Dornier Múzeum – közvetlenül a Friedrichshafen-i repülőtér mellett épült, 2009 júliusában nyílt meg, 25.000 négyzetméteres parkosított területen. Ez egy repülőgép hangár mintájára épült, és több mint 400 kiállítási tárgyat mutatnak be itt, valamint a 100 éves űrkutatás történetét.

Többek között láthatók itt Claude Dornier repülőgépek: a Dornier Do 27, a zseniális Dornier Do 31 vagy a Dornier Merkur, valamit látható itt a német Antarktisz expedícióban részt vett Dornier Do-228 (Polar2) is. Ezen felül, eredeti alkatrészek is láthatók itt. A "Museumsbox" a Dornier cég történetét mutatja be filmeken és videókon.
- Tűzoltó Múzeum (Ettenkirch-Waltenweiler) – 2005-ben nyílt meg, az önkéntes tűzoltóság munkáját mutatja be.
- Iskola Múzeum, Friedrichshafen – Ez volt az első múzeum Baden-Württembergben, amely az iskolatörténeti gyűjteményt mutatta be.

A múzeumot Dr. Erich H. Müller-Gäbele professzor az University of Education Weingarten és Norbert Steinhauser rektora alapította.

## Testvértelepülések
- Bosznia-Hercegovina Szarajevó (1972)[2]